# ۷۶ (کونوکو فیلیپس)
۷۶ یا یونیون ۷۶ (به انگلیسی: Union 76) نشان تجاری جایگاه‌های پمپ بنزین شرکت کونوکو فیلیپس می‌باشد، که زنجیره‌ای از ایستگاه‌های خدماتی را در ایالات متحده در بر می‌گیرد. 
نام تجاری ۷۶ در واقع متعلق به شرکت فیلیپس ۶۶ می‌باشد. یونوکال کورپوریشن، مالک اصلی و خالق برند ۷۶ است، که در سال ۲۰۰۵ با شرکت شورون ادغام شد. 
در سال ۱۹۹۷ یونوکال کورپوریشن، کلیه دارایی‌های مربوط به بخش پالایشگاهی و عملیات بازاریابی خود در غرب ایالات متحده را به همراه حقوق مربوط به نام تجاری یونیون ۷۶ را به "شرکت توسکو" واگذار کرد. 
شرکت توسکو نیز پس از مدتی توسط شرکت نفت فیلیپس، خریداری شد، سپس در پی ادغام کونوکو و شرکت نفت فیلیپس، کونوکو فیلیپس مالک نهایی نشان تجاری ۷۶ گردید.